# Luchthaven Bergen Flesland

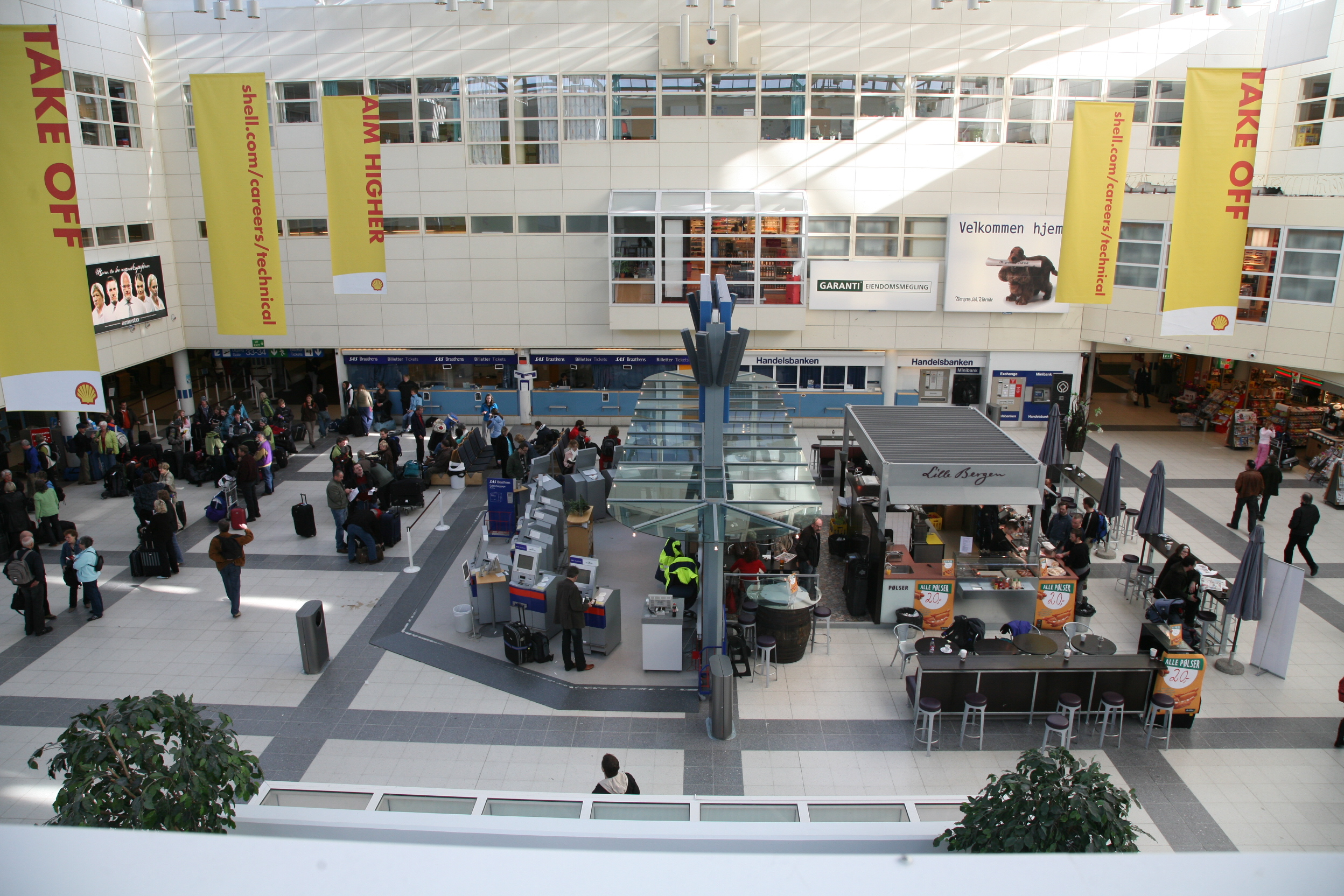
Interieur van de terminal

De luchthaven Bergen Flesland (Noors: Bergen Lufthavn Flesland) (IATA: BGO, ICAO: ENBR) is de luchthaven van Bergen (Noorwegen). De eigenaar is Avinor.
Flesland is de tweede luchthaven van Noorwegen. Het verwerkte 4.852.740 passagiers in 2007. Flesland heeft niet alleen binnenlandse vluchten, maar ook internationale. De drukste lijn is die naar Oslo Gardermoen. Deze route staat op de zevende plaats van meest gevlogen vluchten in Europa.
De oorspronkelijke terminal is omgebouwd tot een heliport, vooral voor vluchten naar olieplatforms in de Noordzee. De nieuwe terminal werd geopend in 1988. De terminal heeft 11 vliegtuigslurfen. Er zit ook een speciaal systeem in: de gates aan de zuidkant zijn voor internationaal verkeer en die aan de noordkant voor binnenlandse vluchten; de gates in het midden variëren, soms voor internationaal verkeer en soms voor binnenlandse vluchten.

## Geschiedenis
De luchthaven, op 19 km afstand van het centrum, werd geopend in 1965 met geld van de NAVO. Toen was het nog een luchthaven en vliegbasis in een. 
De eerste stappen voor een luchthaven op Flesland werden ondernomen in 1937, toen de boerderijen rond Flesland werden onteigend. In 1952 werd besloten hier een nieuwe luchthaven te bouwen, en in 1955 was de startbaan van 2990 meter klaar. De oorspronkelijke terminal werd gefinancierd door de NAVO. Er kwam een nieuwe terminal in 1988 en een nieuwe verkeerstoren in 1991.

### Toekomst
Avinor heeft besloten 461 miljoen euro uit te trekken voor het onderhouden van de luchthaven, verspreiding van dingen in het midden van de internationale terminal, betere vliegtuigplekken, wisseling van taxibanen, nieuwe operationele gebouwen, bereikbaarheid platform, grondradar, tweede grondradar en lichtjes in het midden van de startbaan.

## Verkeer

### Bus
- Vliegtuigbussen rijden tussen het centrum van Bergen en de luchthaven. De reis duurt 30-45 minuten, tussen het verkeer door. Ook is het mogelijk naar Nesttun of Fyllingsdalen te reizen.

### Auto
- Er zijn 3127 parkeerplekken onder of op loopafstand van de luchthaven. Er rijden gratis shuttlebussen van de parkeerplaats naar de terminal.

### Lightrail
- De Bybanen, de lightrail van Bergen, is sinds 2017 verlengd tot aan Flesland. Gedurende de dag rijden de trams elke vijf minuten, in de vroege ochtend en avond elk tien minuten en 's nachts elk half uur.